# Gamma Piscium
Gamma Piscium (γ Psc / 6 Piscium / HD 219615) es la segunda estrella más brillante de la constelación de Piscis, después de Kullat Nunu (η Piscium), con magnitud aparente +3,70.
No tiene nombre propio habitual, pero en la astronomía china, junto a Fum al Samakah (β Piscium), θ Piscium, ι Piscium y ω Piscium, formaba Peih Leih, «el relámpago».
Se encuentra a 131 años luz de distancia del sistema solar.
Gamma Piscium es una gigante amarillo-naranja de tipo espectral G9III —a veces clasificada como K0— cuya temperatura superficial es de 4833 K.
Con una luminosidad 61 veces mayor que la del Sol y un radio equivalente a 11 radios solares, es menos grande y luminosa que otras gigantes similares y más conocidas tales como Capella (α Aurigae), Vindemiatrix (ε Virginis) o Ain (ε Tauri).
Su masa es un 70% mayor que la masa solar y tiene una edad de 1600 millones de años.
Quizás la característica más notable de Gamma Piscium sea la velocidad a la que se desplaza. Moviéndose a más de tres cuartos de segundo de arco por año, le corresponde una velocidad real de 145 km/s, unas siete veces mayor que la mayor parte de las estrellas locales. Ello es indicativo de que Gamma Piscium es una visitante proveniente de otra parte de la galaxia, fuera del fino disco que forma la Vía Láctea donde se encuentra el Sol. Prueba de ello es su baja metalicidad ([Fe/H] = -0,62), una cuarta parte de la solar, característica de este tipo de estrellas.